# کشیتو، آنگولا
کشیتو (به انگلیسی: Caxito) شهری در استان بنگو واقع در کشور آنگولا است که در سال ۲۰۰۹ میلادی ۱۱٬۷۴۹ نفر جمعیت داشته است.